# Стефан III (неаполітанський дука)
Стефан III (†832) — неаполітанський герцог (821–832), правив герцогством (дукатом) у перехідний період його історії.
Після смерті дуки Антима за ініціативою місцевих військових патриція Сицилії у 818 призначив дукою Феоктиста, що був хоробрим солдатом. Це призначення знову призвело до залежності неаполітанського дукату від Візантії. Проте, громадянська війна у Неаполі не завершилась, тому патрицій Сицилії у 821 призначив герцогом Феодора II.
Місцеве населення не сприйняло це призначення та вибрало дукою Стефана, який першим почав карбувати монети зі своїм ім'ям, не вказуючи імені візантійського імператора. За часів правління Стефана III герцогство  було незалежним від Візантії.